# Оружейная дробь

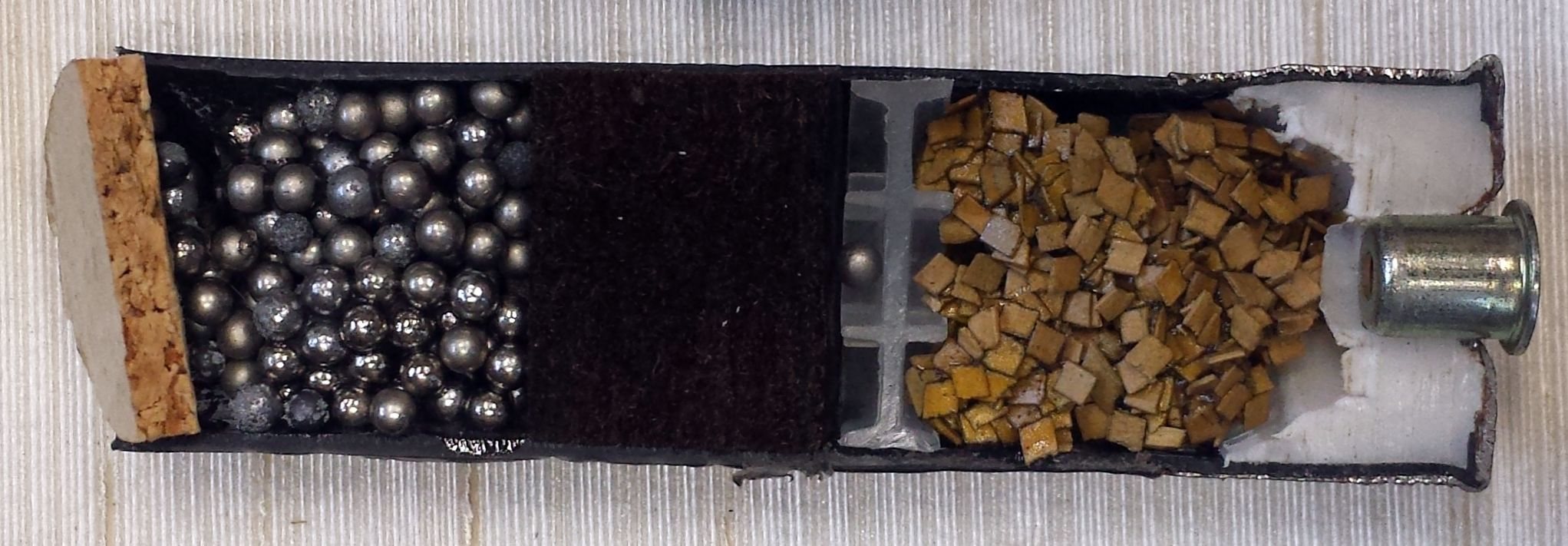
Дробовой патрон 12-го калибра в разрезе

Дробь (охотничья) — разновидность поражающих элементов, которыми снаряжаются патроны гладкоствольного оружия. В специализированной охотничьей литературе дробь определяется следующим образом: «дробь — это составная часть раздробленного на большое количество частей снаряда, каждая часть которого имеет максимальный размер не более 5 мм». Если же размеры поражающих элементов превышают 5 мм, но не превышают половины диаметра ствола, то тогда речь идёт о картечи.
Дробь представляет собой металлические шарики. Обычно её делают из свинца с различными добавками (например, сурьмы для прочности или мышьяка для облегчения технологического процесса отливки), другим материалом для изготовления дроби является нелегированная сталь. Иногда дробь покрывают медью, хромом или никелем для предохранения канала ствола от засвинцовывания и окисления. Иногда оружейная дробь производится в форме кубиков или дискообразных пластинок, а в качестве материала для её изготовления может использоваться железо, сталь, чугун, полиэтилен и т. д.. Существуют и травматические патроны, снаряжаемые резиновой дробью или резиновой картечью, используются наряду с патронами, снаряжёнными резиновыми пулями.
Свинец и другие токсичные вещества из дроби попадают в окружающую среду и вызывают отравление рыбы и других животных в водоёмах. В Северной Америке много раз фиксировалась гибель от свинцового отравления уток. Во многих странах  (США, Канада, Дания, Швеция, Финляндия, Испания и др.) действуют полные или частичные запреты на использование боеприпасов, содержащих свинец.

## Производство дроби

### Материалы
Дробь отливали из чистого свинца или с небольшой примесью к нему других веществ, например, сернистого мышьяка (аурипигмент), олова, сурьмы; также дробь отливают из стали и висмута.
Сплав для английской дроби состоит из свинца, содержащего около 0,2 % мышьяка, который легче обращается в сферические капли и несколько твёрже, чем чистый свинец. Для приготовления такого сплава к свинцу прибавляют металлический мышьяк или его сернистые соединения: реальгар или аурипигмент.

### Литьё
Расплавленный металл вливают в медный «дуршлаг» с отверстиями диаметром от 0,07 до 0,5 мм, дно которого покрыто слоем пористых огарков, собирающихся на поверхности расплавленного свинца. Капли свинца получаются гораздо больше, чем отверстия, и разной величины; однако самые крупные номера дроби приходится отливать в железных формах. Литьё дроби производится с высоты 30—45 м (для охлаждения свинцовых капель в воздухе) через железные решета в резервуары, наполненные водой. Высоту падения свинцовых капель можно уменьшить, если снизу дует искусственный поток холодного воздуха.

### Сортировка
Из воды дробь поступает на сушильный стол, а потом во вращающийся барабан, где она долгое время пересыпается, чтобы обтёрлись небольшие неровности на поверхности зёрен. Сглаженные зёрна высыпаются на верхний край системы слабо наклонных плоскостей: правильные шарообразные дробинки докатываются донизу, а неправильные рано или поздно скатываются в сторону и поступают в переливку.
Отборная дробь сортируется через грохоты и потом окончательно полируется вращением в барабанах с прибавкой графита. Ср. Spon’s «Workshop Receipts» (3 Ser. by W. Lck. 1885).

## Спецификации дроби

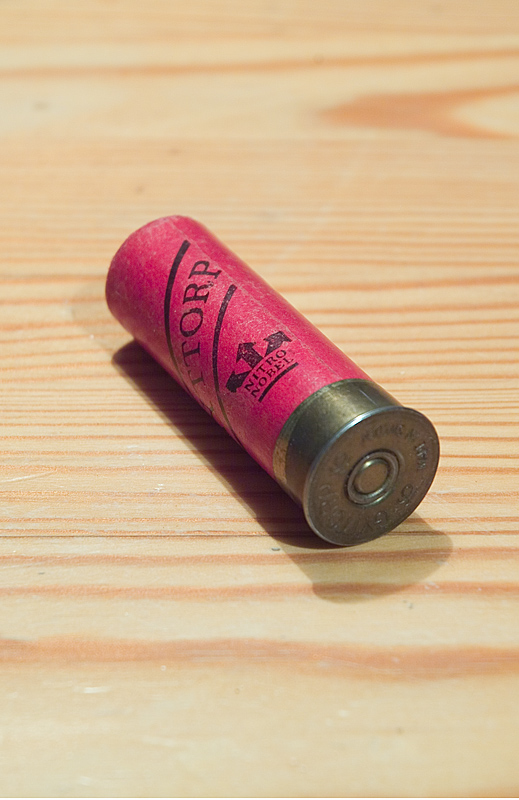

Хорошая дробь должна быть полновесна (без свищей), шарообразна, ровна (хорошо отсортирована) и тверда, во избежание освинцовки стволов при стрельбе. По величине дробин дробь обозначается номерами, буквами и чертами (палками), причём самые крупные сорта её носят название картечи, наиболее же мелкий — дунст. В России, Англии и Германии чем мельче дробь, тем больше обозначающий её номер, в Швеции же наоборот. Номера английской дроби разнятся один от другого на 0,25 мм диаметра дробины: № 11 имеет 1,50 мм, № 6 (наиболее употребляемый на голубиных садках и вообще на охоте по птице) — 2,75 мм и т. д. Эта же шкала принята ныне и на всех германских заводах. На начало XX века в России имелось около 12 дроболитейных заводов, а лучшая дробь выделывалась в Англии (The Newcastle Chilled Shot, Walker’s Parker Hardened Shot, Lane and Nesham). Примечательно, что существует дробь 0 (В), 00 (ВВ) 4,5 мм (.177 дюйма), 000 (ВВВ) и она, несмотря на нулевой номер, является самой крупной

### Размеры дроби
Размеры дроби согласно ГОСТ 7837-76
| Обозначение  | 12   | 11   | 10    | 9     | 8     | 7,5  | 7     | 6     | 5     | 4     | 3     | 2     | 1     | 0     | 00    | 000   | 0000  | 00000 | 000000 |
| Диаметр (мм) | 1.25 | 1,50 | 1,75  | 2,00  | 2,25  | 2,40 | 2,50  | 2,75  | 3,00  | 3,25  | 3,50  | 3,75  | 4,00  | 4,25  | 4,50  | 4,75  | 5,00  | 5.25  | 5.50   |
| Масса (г)    | ?    | ?    | 0,031 | 0,044 | 0,067 | ?    | 0,094 | 0,114 | 0,160 | 0,200 | 0,250 | 0,295 | 0,368 | 0,457 | 0,532 | 0,630 | 0,752 | ?     | ?      |

Вне России встречаются иные системы. Например, в США и Канаде самая мелкая дробь соответствовала бы 13-му номеру (1 мм) по ГОСТ.

## Практическое применение

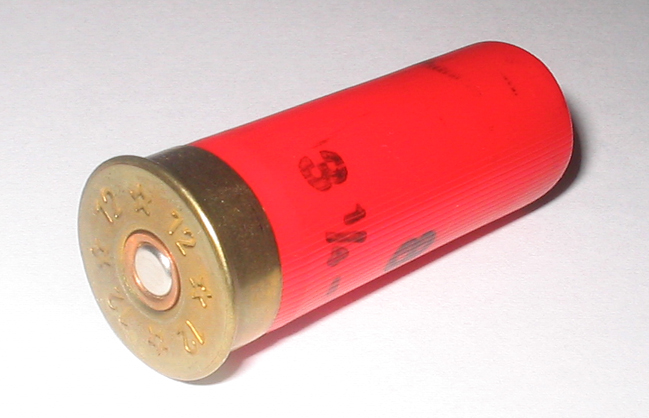
Патрон 12 калибра с дробью

Для снаряжения патронов дробь отмеряется по весу, реже — по объёму, иногда по счёту дробин. Для определения объёма употребляются выдвижные латунные мерки с делениями на английские унции авердюпуа (1 = 6,65 зол.) или граммы. Отсчитывают дробины особым счётчиком, состоящим из металлической пластины с насверленными в ней углублениями (соответствующими номерам отсчитываемой дроби) по числу дробин в снаряде. Дощечка опускается в мешок с дробью; дробины, не попавшие в углубления, стряхиваются легким движением руки обратно; дробь же, заполнившие углубления, ссыпаются через воронку в гильзу. При охоте с ружьями, заряжающимися с дула, дробь носится в дробницах в виде замшевых мешочков или металлических емкостей для дроби и с особой автоматической меркой, которая отсыпает в ружье точное по объёму количество дроби. Обычно, благодаря разлетаемости дроби, дичь легко поражается и охотник может добить её.